# Старе місто Пловдива
42°08′59″ пн. ш. 24°45′10″ сх. д. / 42.149824° пн. ш. 24.752665° сх. д.
Старе місто Пловдив — архітектурно-історичний заповідник, розташований на трьох горах Пловдива.
Комплекс був сформований в результаті поєднання культури та архітектури від античності, середньовіччя та болгарського відродження. Старе місто в Пловдиві включено до попереднього списку Всесвітньої спадщини ЮНЕСКО з 2004 року.

## Стародавні пам'ятки

### Небет Тепе
Небет-Тепе — один із пагорбів Пловдива, де було засноване стародавнє місто. Найдавніші поселення на Небет-Тепе датуються 4000 роком до нашої ери. Це місце спочатку заселили фракійці, пізніше його розширили Філіп II Македонський і Римська імперія. У міру розширення міста Небет-Тепе став цитаделлю міського акрополя. Є залишки фортечних стін, веж, і задня дверей з часу Юстиніана, що веде вниз до Маріца річки.

### Античний театр
Римський театр у Пловдиві є одним із найкраще збережених античних театрів у світі. Він був побудований за часів римського імператора Траяна (правив у 98–117 рр. н. е.), він міг прийняти від 5000 до 7000 глядачів і зараз використовується. Театр є одним з найцінніших пам'яток стародавнього міста Філіпополіса.

### Гісар Капія
Середньовічні ворота в старому місті Пловдива, побудовані в 11 столітті нашої ери на фундаменті воріт з римських часів (ймовірно, з 2 століття нашої ери). Це один з трьох входів (східний, північний і південний) в акрополь стародавнього Філіпополя. Під час правління Османської імперії будинки відродження були вбудовані в залишки старих кам'яних стін навколо воріт.

### Східні ворота Філіпополя
Східні ворота Філіпополя — один із трьох в'їздів у стародавнє місто, які були виявлені в Пловдиві. Ворота були побудовані на головній дорозі на Візантію та Босфор. Спочатку збудовані у 2 столітті нашої ери під час правління Адріана, ворота та комплекс навколо них були повністю перебудовані в 4 столітті, а частково відремонтовані в 5 столітті. Брама мала один широкий центральний вхід і два вужчі бічні. Для захисту під час нападів по обидва боки від воріт були побудовані дві сторожові вежі.

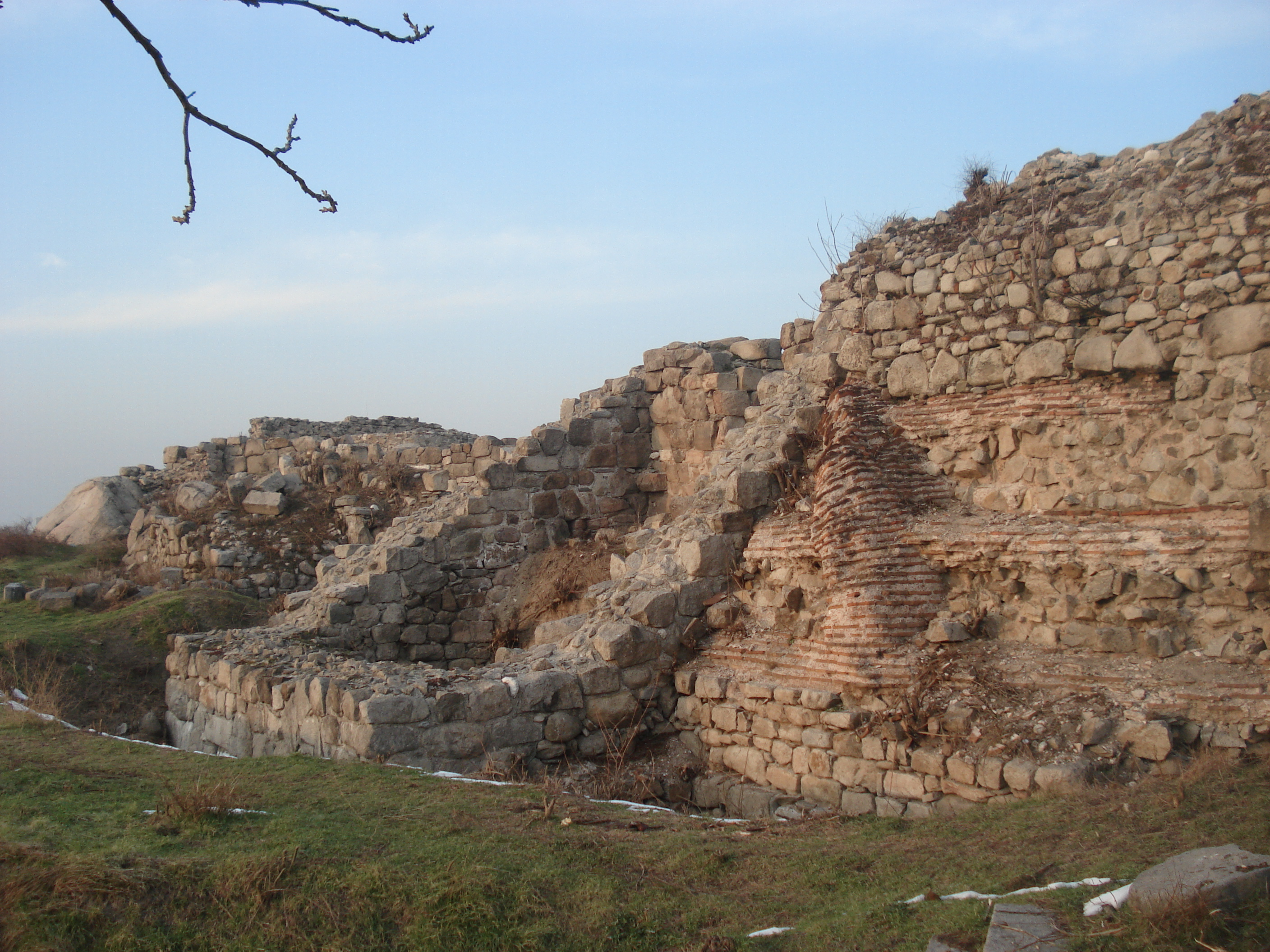
Кам'яні стіни на Небет тепе
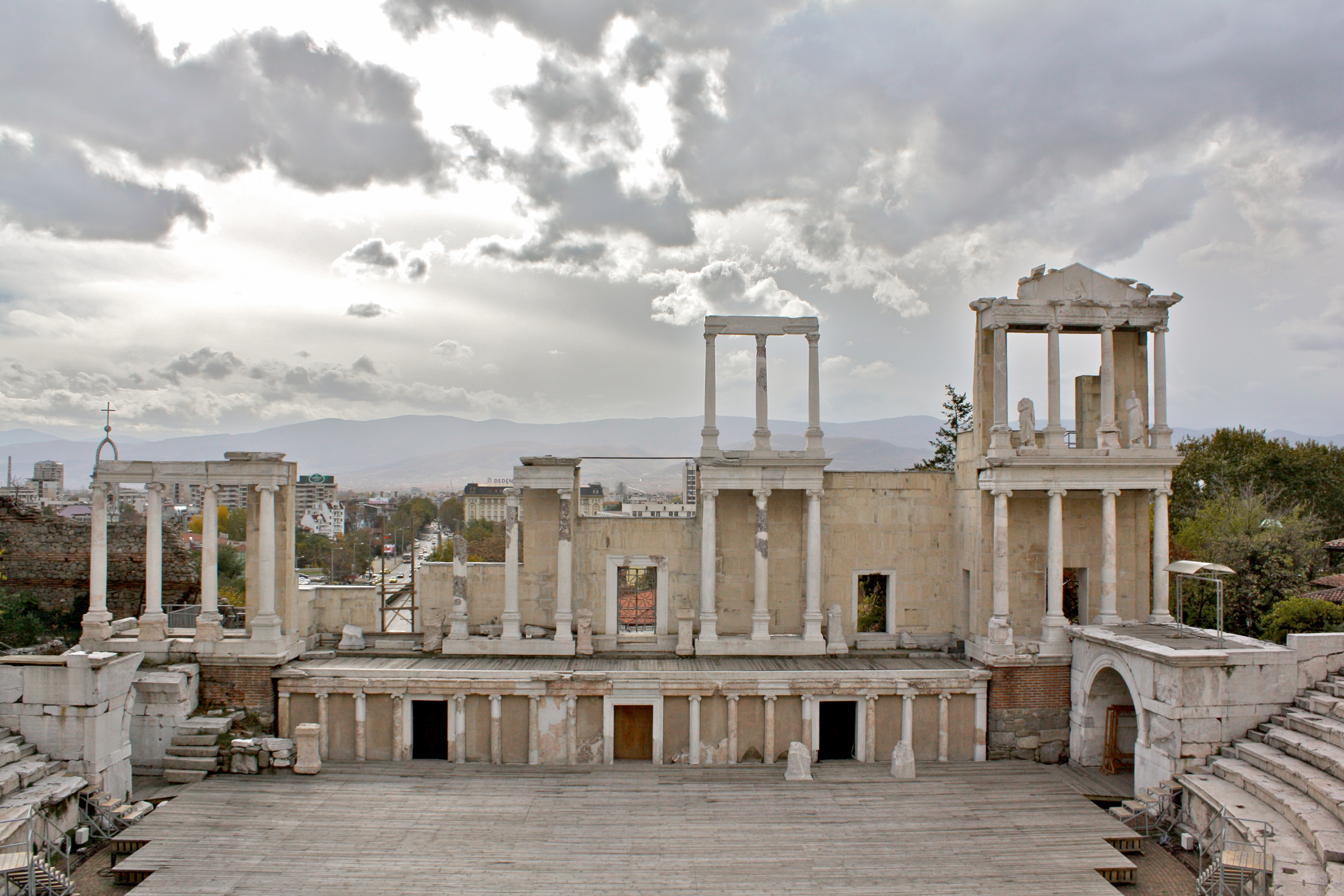
Античний театр
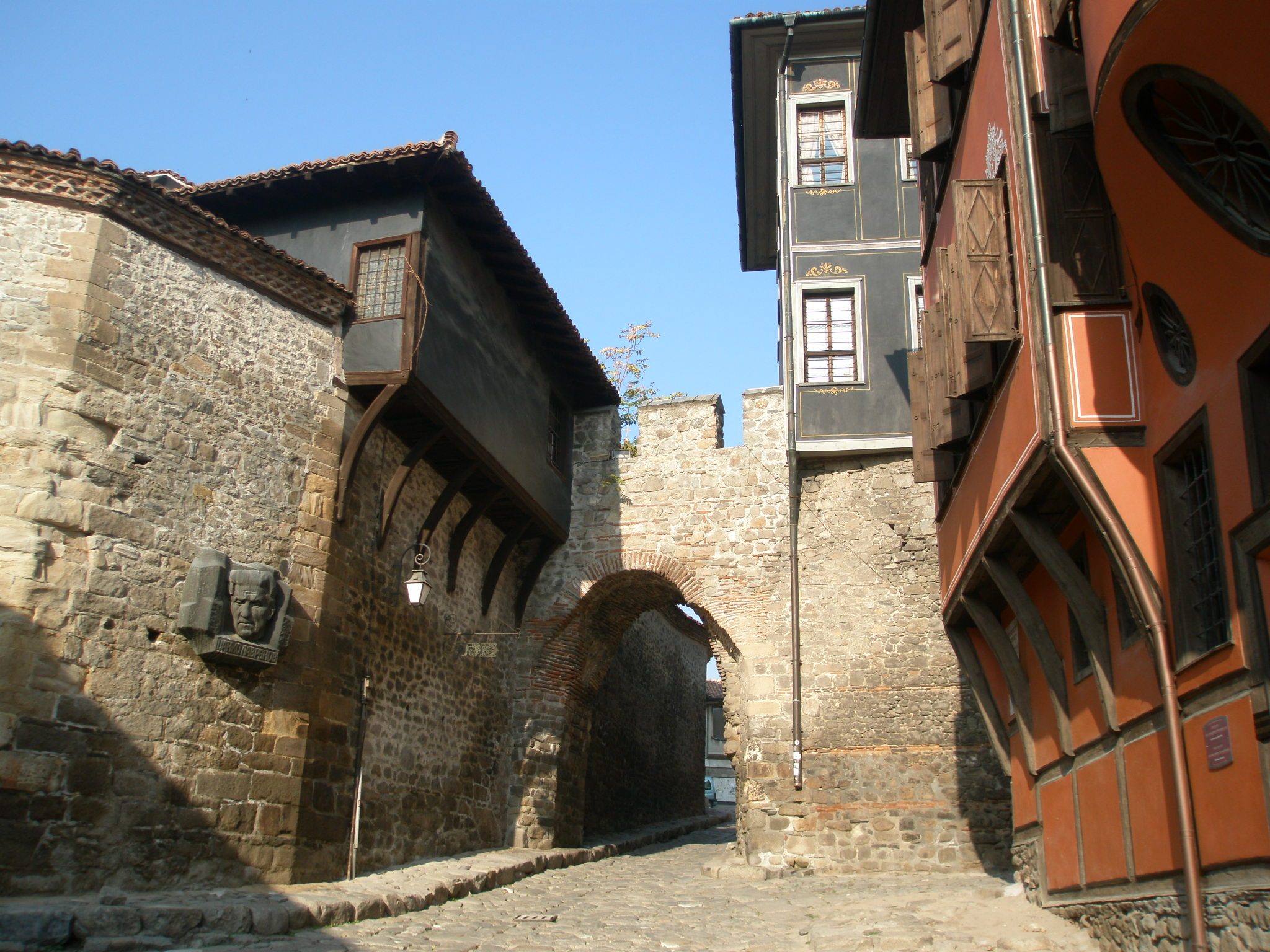
Гісар Капія
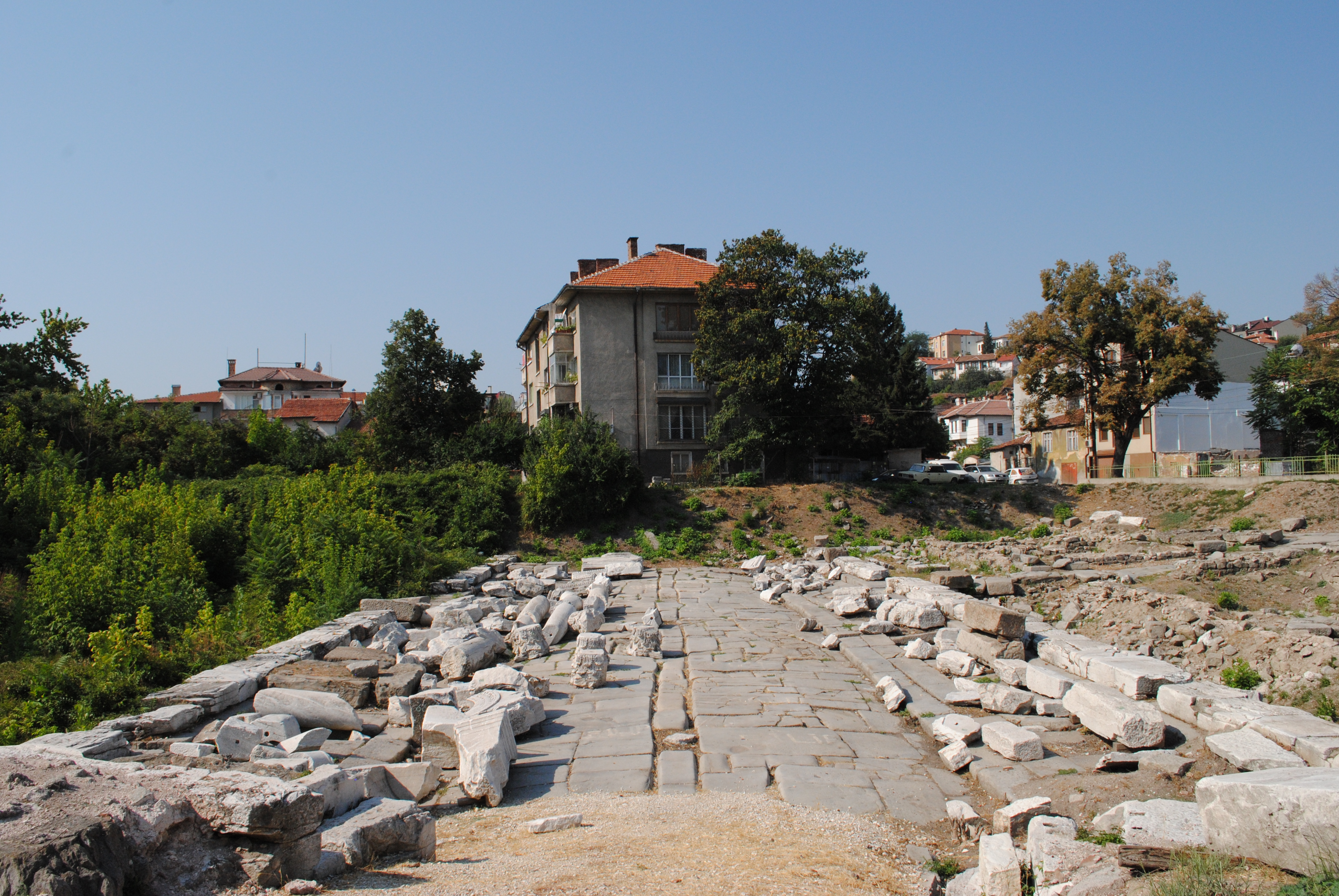
Східні ворота

## Архітектура відродження
У період Болгарського Відродження Пловдив став важливим економічним центром.

### Будинок Балабанова

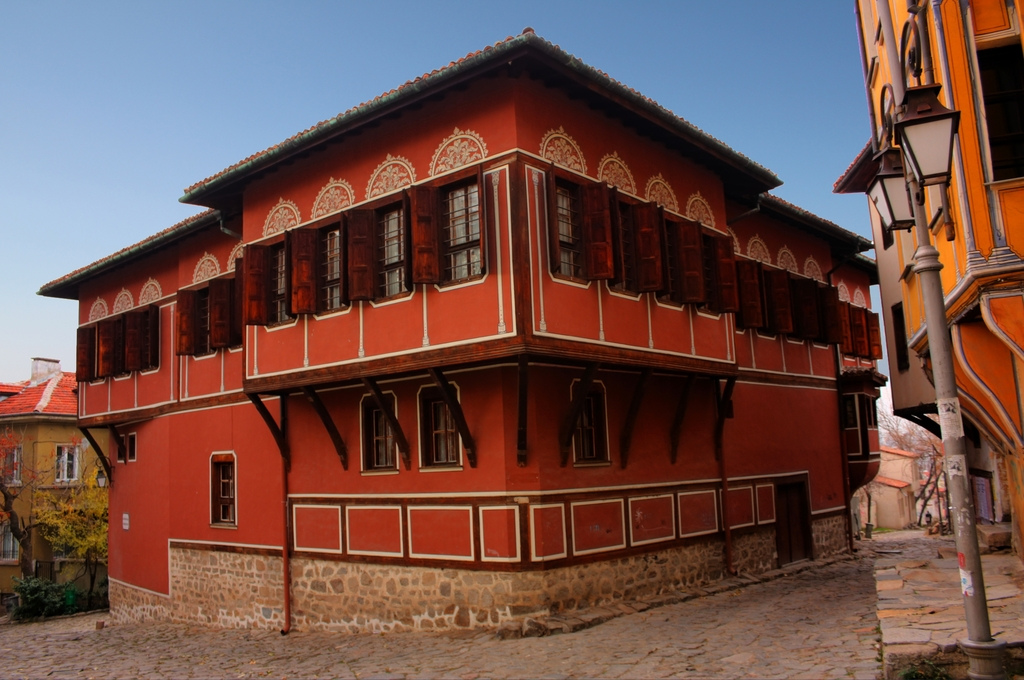
Будинок Балабанова

Будинок Балабанових символічний для культурного життя Пловдива. Тут проводяться численні заходи, такі як театральні вистави, концерти, виставки, літературні читання. Будинок збудований у 19 столітті біля площі Св. Костянтина та Олени. Широкі вхідні двері ведуть у довгий тамбур з високою стелею, навколо якого розташовані житлові та комерційні приміщення. Внутрішні сходи ведуть до великої заскленої зали з багатою орнаментованою різьбленою дерев'яною стелею на другому поверсі. Зал оточують чотири кімнати, прикрашені відреставрованими антикварними меблями, тканинами та іншими предметами, що демонструють смак багатих пловдівчан 19 століття.

### Будинок Данова

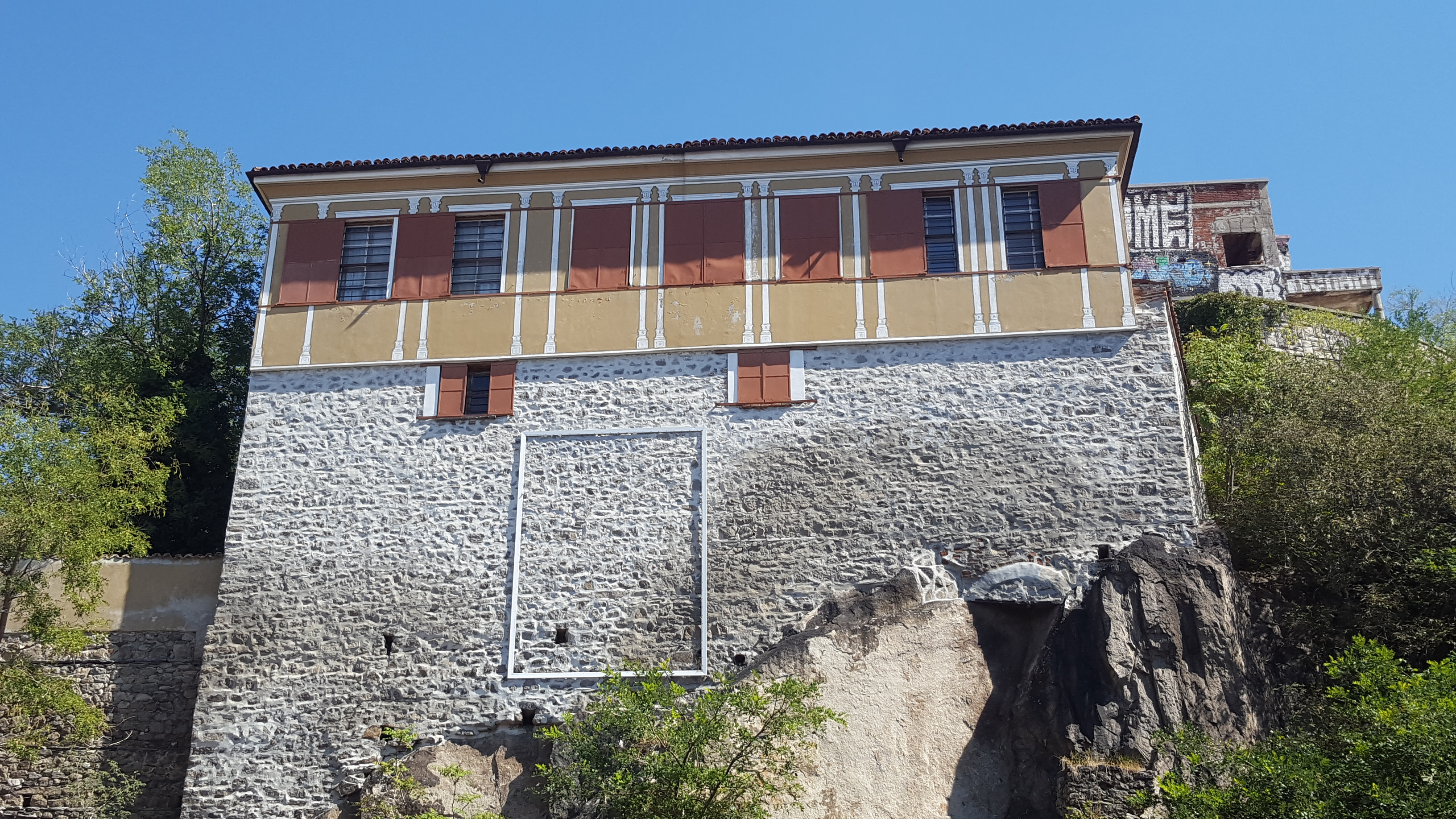
Будинок Данова

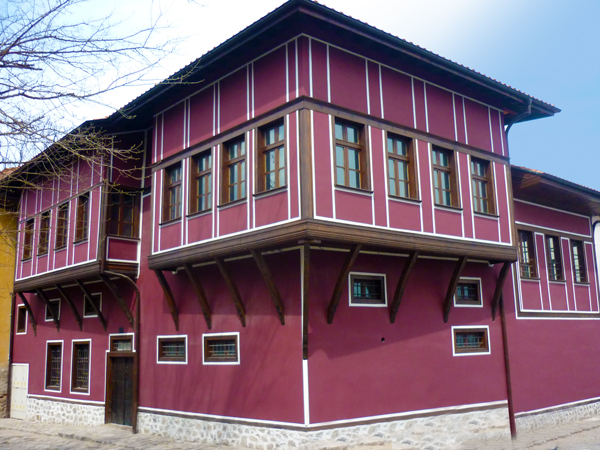
Будинок Клянті

Будинок Данова побудований на залишках фортифікаційних стін Філіпополя. Будинок названий на честь Христо Г. Данова — батька організованого книговидання в Болгарії, який жив у ньому. Оздоблення інтер'єру складається з квіткових фресок, розписів медальйонів, пейзажів і портретів філософів Стародавньої Греції. Експонується автентична мурована піч. У будинку розміщена експозиція історичного музею Пловдива, присвячена книговидавництву в Болгарії в 19-20 столітті.

### Будинок Куюмджіоглу

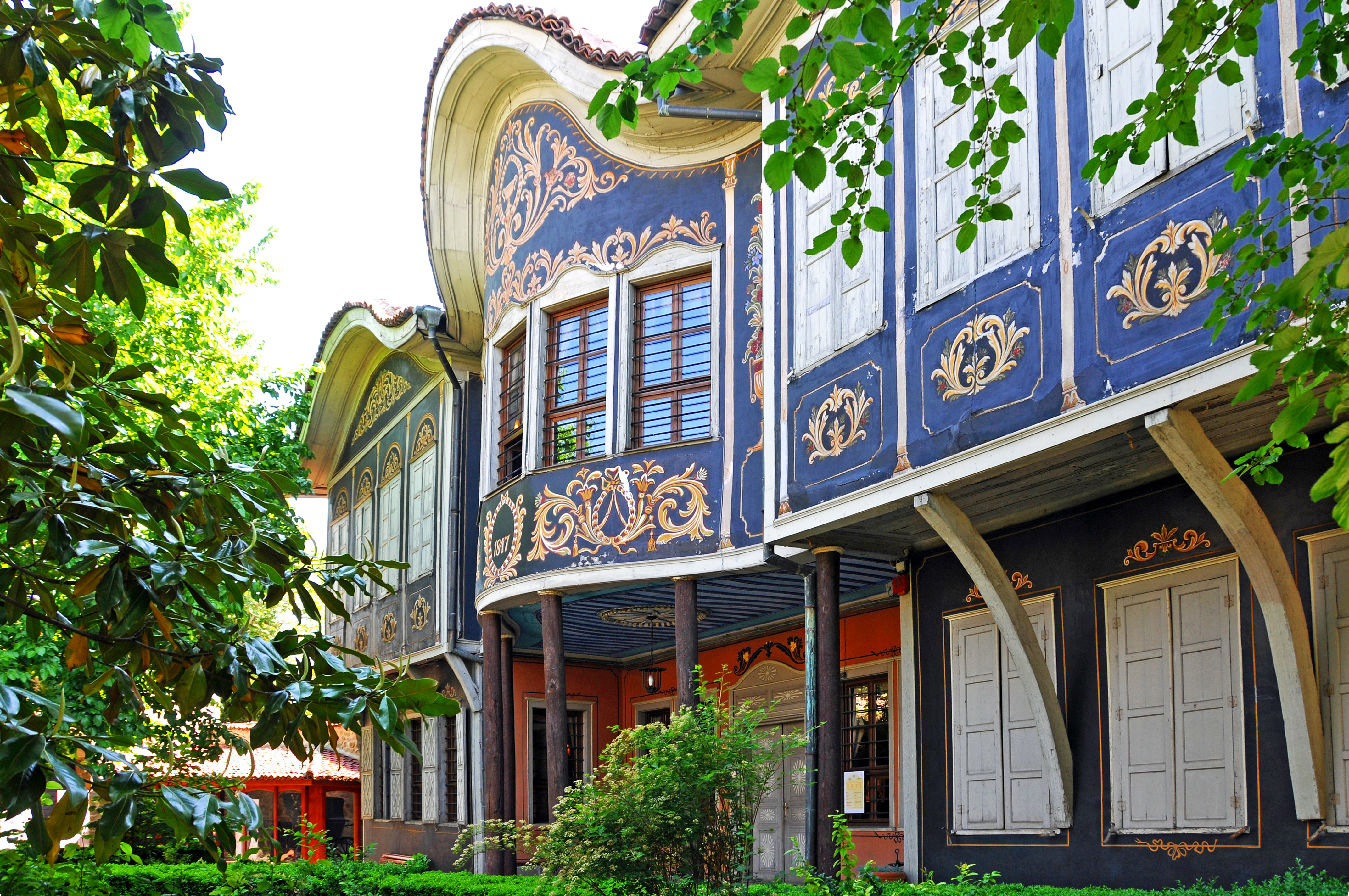
Будинок Куюмджіоглу

Будинок пловдівського купця Аргіра Христова Куюмджіоглу збудований у 1847 році. Наразі тут розміщений Пловдивський обласний етнографічний музей.
Куюмджіоглу був видатним торговцем домотканими виробами, який володів компанією у Відні. Будинок був побудований Хаджі Георгі з родопського села Косово, і його описують як яскравий приклад архітектури пловдівського бароко середини 19 століття. Будинок має симетричний фасад; це два поверхи заввишки на його західній стороні та чотири поверхи заввишки на його східній стороні, використовуючи природну денівацію. Будинок Куюмджіоглу займає 570 м кв. Він має 12 кімнат та просторі салони та 130 вікон. І інтер'єр, і зовнішнє оздоблення будинку мають витончені квіткові мотиви. Кожен номер має різьблену дерев'яну стелю. Будинок має внутрішній двір з садом, мармуровим фонтаном та колодязем. Після визволення Болгарії від османського панування в 1878 році Аргір Куюмджіоглу залишив Пловдив, щоб оселитися в Стамбулі (Константинополь). З 1898 по 1902 рр. будинок використовувався як пансіон для дівчат. Після цього використовувався фабрикою Гарабета Карагьозяна, як склад борошна та як оцтовий завод. У 1930 році його придбав гамбурзький грецький торговець тютюном Антоніо Коларо. Коларо мав намір знести будинок і побудувати тютюновий склад, але муніципалітет Пловдива йому відмовив. Муніципалітет викупив будинок у 1838 році, провів ремонт, організував етнографічний музей.

### Будинок Гіндліян

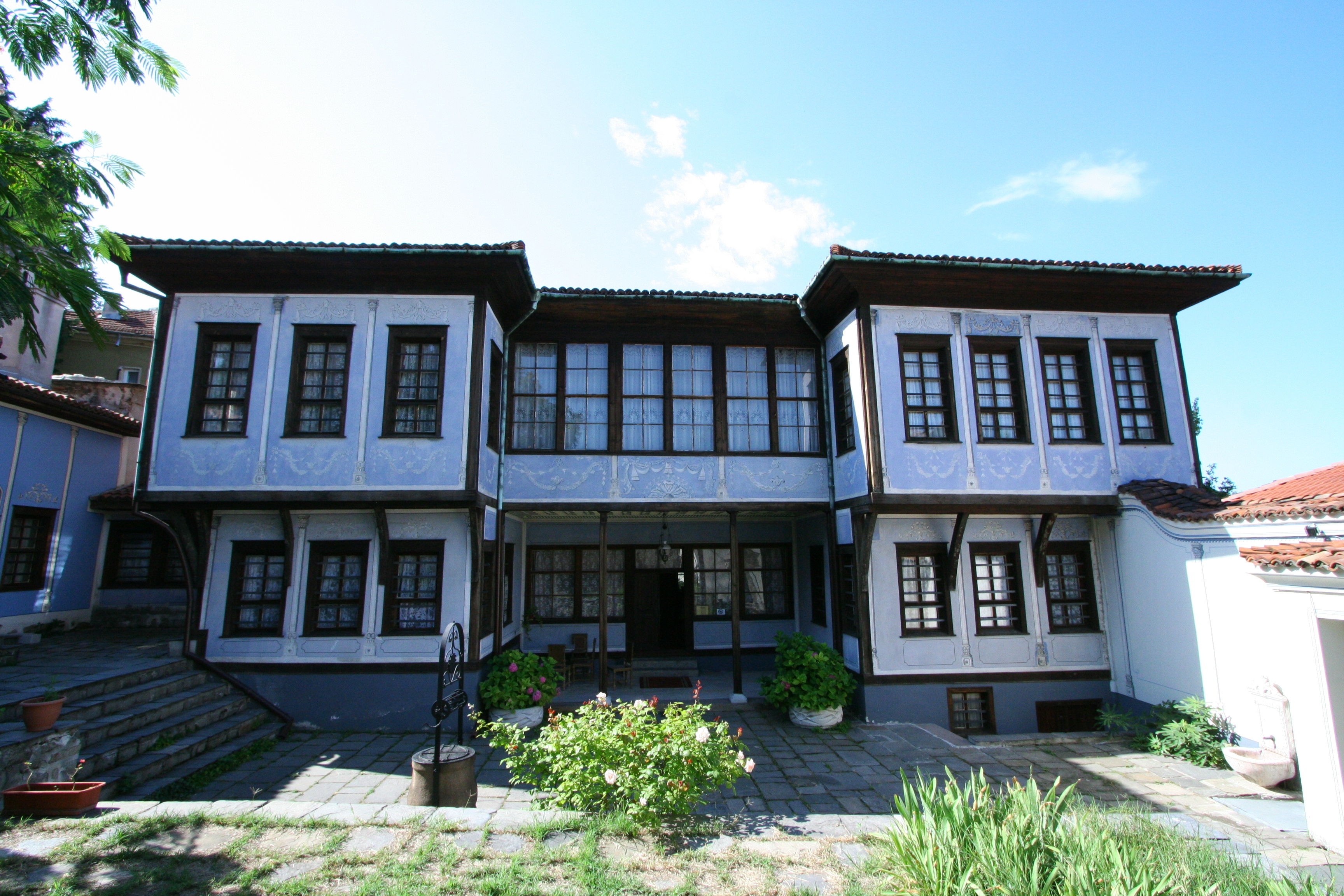
Будинок Гіндліян

Будинок купця і поміщика Стефана Гіндліяна був побудований в 1835 році. Будинок з'єднаний з сусіднім будинком Балабанова, утворюючи вражаючий ансамбль ренесансних будинків. Передній вхід утворений внутрішнім центральним портиком. У центрі першого поверху розташований прямокутний зал, оточений трьома великими кімнатами. Внутрішнє та зовнішнє оздоблення будинку Гіндліян є одним із найбагатших орнаментів у Старому місті Пловдива. Майстер-декоратори Moko і Mavrudi з Chirpan працювали більше шести місяців на фарбування стін з настінними пірсів, гірляндами квітів і геометричні орнаменти, віньєтки і ландшафтних композицій з Царгорода, Венеція, Стокгольм . Стелі пофарбовані у східні візерунки. Підвал, розташований у північній частині будівлі, використовувався для зберігання цінностей. Він має міцні залізні двері та товсті віконні грати. Інтер'єр будинку Хіндліян прикрашений автентичними антикварними меблями.

### Будинок Ламартіна/Мавріді

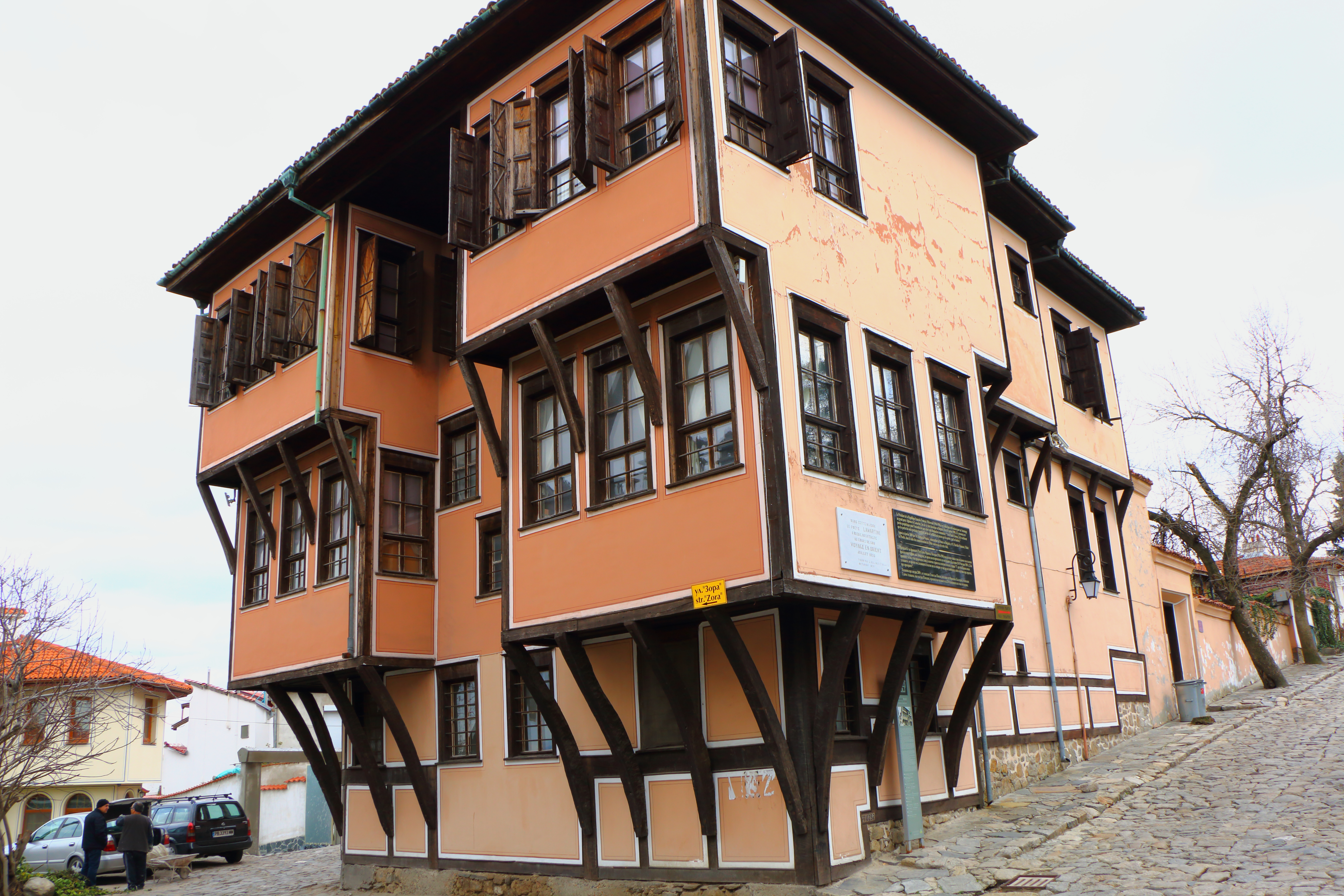
Будинок Ламартіна/Мавріді

Будинок купця Георгія Мавріді був побудований в 1829—1830 роках. Це одна з найбільших і найбільш симетричних будівель у Старому місті Пловдива. Будівля пристосована до дуже пересіченої місцевості, що свідчить про високу якість роботи майстрів-будівельників. Французький поет Альфонс де Ламартін пробув у цьому будинку три дні у 1833 році, повертаючись із подорожі на Близький Схід. Відтоді будинок асоціюється з його іменем. Нині тут проходить виставка, присвячена життю та творчості французького поета та політика.